# Маффей 1
Маффей 1 (англ. Maffei 1) — масивна еліптична галактика у сузір'ї Кассіопеї. Спочатку її вважали членом Місцевої групи; зараз її відносять до окремої групи IC 342/Маффея. Галактику названо ім'ям Паоло Маффея, який 1967 року відкрив її (та сусідню галактику Маффей 2) за їх інфрачервоним випромінюванням.
Маффей 1 належить до типу еліптичних галактик з дещо сплющеним ядром; її форма нагадує коробку. Галактика складена переважно старими металічними зорями, а зореутворення відбувається лише у маленькому блакитному ядрі. Типово для великих еліптичних галактик, у ній досить багато кулястих скупчень. Відстань від Чумацького Шляху до Маффей 1 оцінюється у 3–4 Мпк; вона може бути найближчою до нас гігантською еліптичною галактикою.
Маффей 1 розташована у зоні уникання і сильно затемнюється зорями та пилом Чумацького Шляху. Якби вона не затемнювалась, то була б однією з найбільших (до 3/4 розміру повного Місяця) та найяскравіших галактик на земному небі. Її можна спостерігати візуально лише за допомогою телескопа діаметром не менше 30–35 см та на дуже темному небі.

## Відкриття
Італійський астроном Паоло Маффей був одним з піонерів інфрачервоної астрономії. У 1950-60-ті роки для отримання високоякісних зображень небесних тіл у близькому інфрачервоному діапазоні (680—880 нм) він використав хімічно надчутливі істменівські емульсії I-N. Для отримання надчутливості він занурював їх у 5 % розчин аміаку на 3–5 хв. Ця процедура збільшувала їх чутливість на порядок. Між 1957 і 1967 роками Маффей спостерігав багато різних об'єктів за допомогою цієї техніки, зокрема, кулясті скупчення і планетарні туманності. Деякі з цих об'єктів були зовсім невидимі на пластинках, чутливих до блакитного світла (250—500 нм).
Галактика Маффей 1 була відкрита на гіперчутливій I-N фотографічній пластинці, знятій 29 вересня 1967 року телескопом Шмідта у обсерваторії Азіаґо. Маффей відкрив Маффей 1 та її супутник — спіральну галактику Маффей 2 — під час пошуку галактичних туманностей та зір типу T Тельця. Відкритий об'єкт мав видимий розмір до 50″ у ближньому інфрачервоному діапазоні, але не був видимим на аналогічній пластинці, чутливій до синього світла. У його спектрі не було ніяких ліній емісії чи поглинання. Пізніше було показано, що об'єкт радіо-тихий. 1970 року Хайрон Спінрад припустив, що Маффей 1 є розташованою неподалік сильно затемненою гігантською еліптичною галактикою. Без затемнення Чумацьким Шляхом Маффей 1 належала б до 10 найяскравіших галактик північного неба.

## Відстань
Маффей 1 розташована дуже близько до галактичної площини (0,55°) посеред зони уникання. Міжзоряне поглинання у видимому світлі становить близько 4,7 зоряної величини (тобто, її світло ослаблюється майже в 70 разів). Крім поглинання, спостереження ускладнюють міріади зір Чумацького Шляху, розташованих на тлі Маффей 1, які важко відрізнити від зір самої галактики. Тому визначення відстані до галактики Маффей 1 було дуже складним.
1971 року, невдовзі після відкриття, Хайрон Спінрад оцінив відстань до неї близько 1 Мпк, що означало її належність до Місцевої групи. 1983 року Рональд Бута та Маршал МакКолл за загальним співвідношенням між світністю й дисперсією швидкостей для еліптичних галактик збільшили оцінку до 2,1+1,3
−0,8 Мпк. Ця відстань розташовувала Маффей 1 за межами Місцевої групи, але досить близько, щоб Місцева група впливала на неї у минулому.
1993 року Джерард Луппіно та Джон Тонрі спостерігали флуктуації поверхневої світності й оцінили відстань до галактики на рівні 4,15±0,5 Мпк. У 2001 році Тім Девідж та Сідні ван ден Берг використали адаптивну оптику для спостереження за найяскравішими зорями асимптотичного відгалуження гігантів Маффей 1 та дійшли висновку, що вона розташована на відстані 4,4+0,6
−0,5 Мпк від Сонця. Поточна оцінка відстані до Маффей 1, заснована на рекаліброваному співвідношенні світність/дисперсія швидкостей для еліптичних галактик та оновленому коефіцієнті міжзоряного поглинання, становить 2,85 ± 0,36 Мпк.
Більші (≥3 Мпк) оцінки відстані за останні 20 років передбачають, що Маффей 1 ніколи не була досить близько до Місцевої групи, щоб це значно вплинуло на її динаміку.
Маффей 1 віддаляється від Сонця зі швидкістю бл.66 км/с., а її швидкість відносно центру масс Місцевої групи становить 297 км/с. Це означає, що Маффей 1 бере участь у загальному розширенні Всесвіту.

## Фізичні характеристики

### Розмір та форма

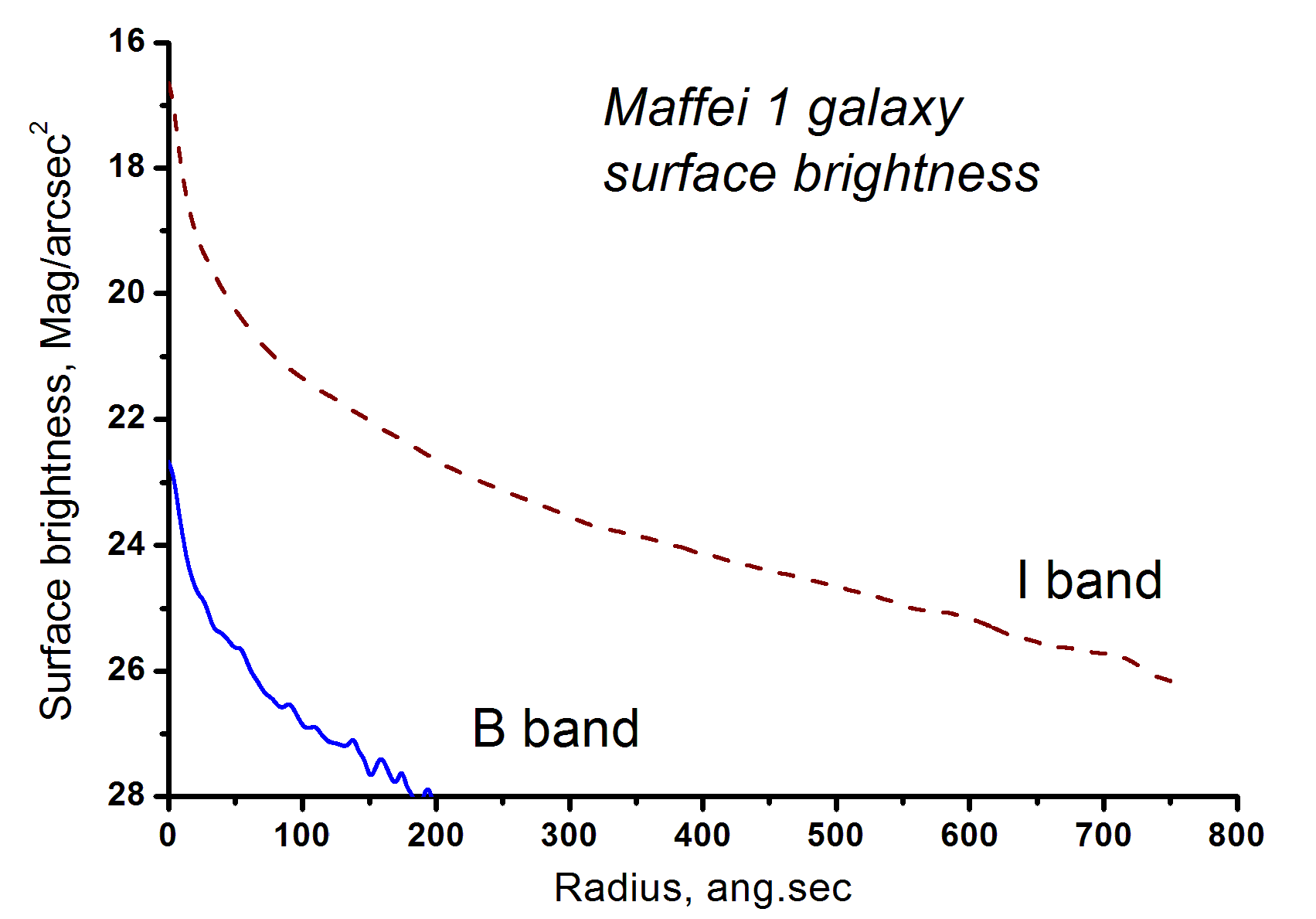
Профілі поверхневої яскравості Маффей 1 у блакитній смузі (B-band) та в ближній інфрачервоній (I-band).

Маффей 1 — масивна еліптична галактика типу E3 за класифікацією Габбла, тобто, вона дещо витягнута і її мала піввісь становить 70 % її великої півосі. Вона має також коробчасту форму (підтип E(b)3), оскільки її центральна ділянка (радіусом ≈ 34 пк) випромінює недостатньо світла, якщо порівнювати із законом r1/4. І коробчаста форма, і недостатньо яскраве ядро є типовими для еліптичних галактик розміром від середніх до масивних.
Видимі розміри Маффей 1 сильно залежать від довжини хвилі внаслідок сильного затемнення Чумацьким Шляхом. У синьому світлі вона має діаметр 1–2′, а у ближньому інфрачервоному її велика вісь сягає 23′ — більше 3/4 діаметру Місяця. На відстані 3 Мпк це відповідає приблизно 23 кпк. Абсолютна зоряна величина Маффей 1 MV=−20,8, порівняна із зоряною величиною Чумацького Шляху.

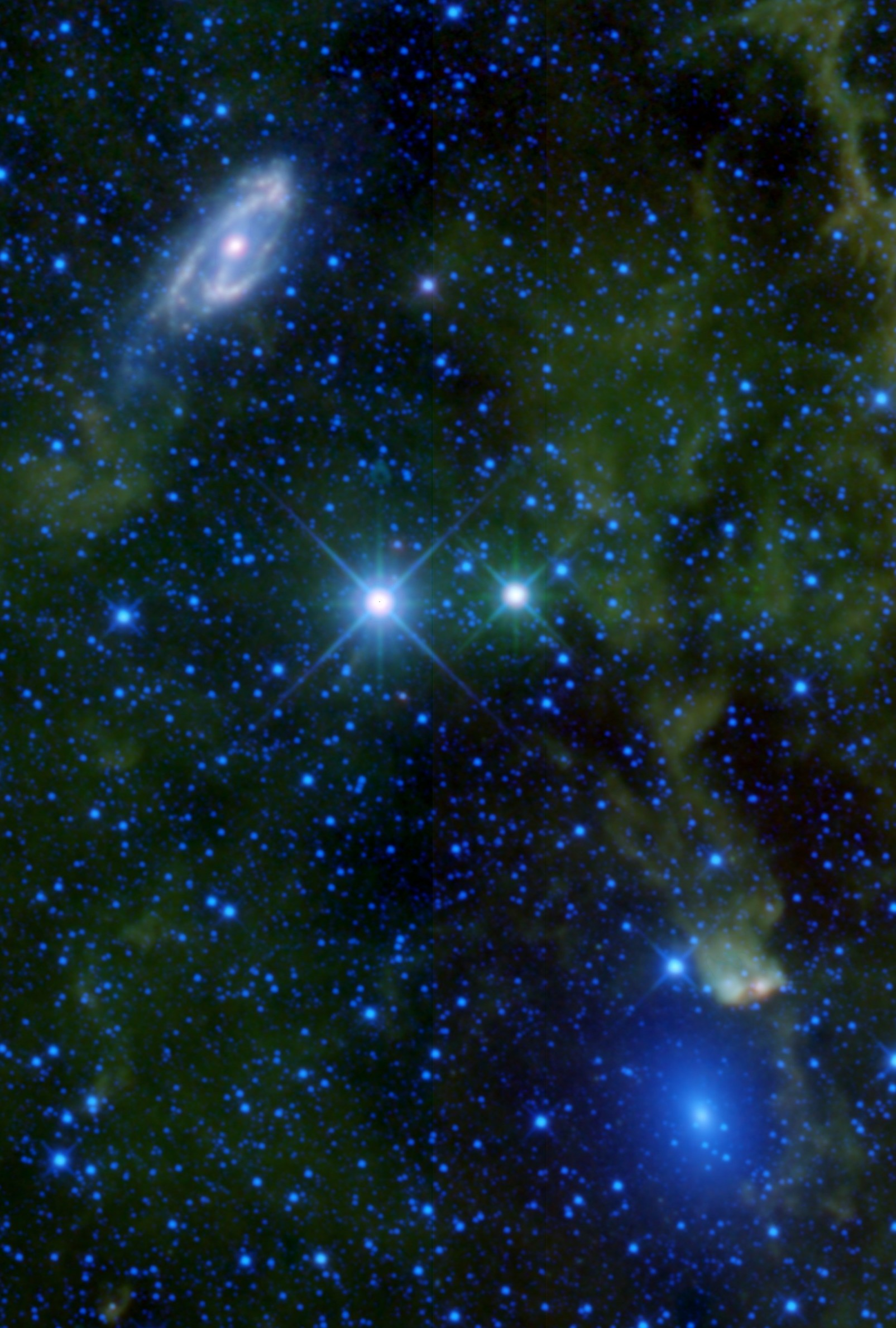
Маффей 1 — блакитний еліптичний об'єкт у нижньому правому куті.

### Ядро
Маффей 1 має дуже маленьке блакитне ядро діаметром близько 1,2 парсека, що складається з іонізованого водню масою близько 29 M☉. Це дозволяє припустити недавній епізод зореутворення. У галактиці не виявлено ознак активності ядра. Рентгенівське випромінювання з центральної частини галактики ймовірно походить від маломасивних рентгенівських подвійних.

### Зорі та зоряні скупчення
Маффей 1 складається переважно зі старих зір віком понад 10 млрд.років зі значною металічністю. З огляду на її тип, у галактиці очікується значна популяція кулястих скупчень (близько 1100). Однак через значне газопилове затемнення, наземні спостереження протягом довгого часу не давали можливості ідентифікувати жодне з них. Спостереження за допомогою космічного телескопу «Габбл» 2000 року дозволили розрізнити близько 20 кандидатів у кулясті скупчення на центральній ділянці галактики. Пізніші інфрачервоні спостереження наземними телескопами виявили додаткових кандидатів у яскраві кулясті скупчення.

## Належність до групи
Маффей 1 є головним членом групи галактик, іншими членами якої є гігантські спіральні галактики IC 342 та Маффей 2. Маффей 1 має невелику спіральну галактику-супутник Двінгело 1 та кілька карликових галактик-супутників, наприклад, MB1. Група IC 342/Маффея є однією з найближчих до Чумацького Шляху груп галактик.